# Уметничка галерија Крагујевац
Уметничка галерија Крагујевац, позната и као Уметничка галерија Народног музеја, је први и дуже време једини галеријски послератни објекат саграђен у Србији јужно од Београда.
Налази се у улици Вука Кураџића 1, у оквиру Народног музеја Шумадије у Крагујевцу.

## Историјат
Уметничка галерија Крагујевац је основана у време Конгреса културне акције 1971. године. У првобитном пројекту је било предвиђено приземље и две етаже али је препројектована за етажу мање. Представља објекат савремене српске архитектуре грађен у комбинацији натур бетона, бетонских плоча и стакла са наглашеним вертикалним испустима. Дело је крагујевачког архитекте Драгише Вуловића.
Изложбени простор Галерије Народног музеја Шумадије је површине од 432 метара квадратних, од тога 144 метара квадратних приземље и 288 метара квадратних спрат. Отворена је 28. октобра 1971. До санације зграде у галерији су од 1975. године биле две сталне поставке: Српско сликарство 19. века и Сто дела савременог српског сликарства и скулптуре. Галерију води Татјана Милосављевић, музејски саветник историчар уметности.